# Marta Serrano
Marta Serrano Azpiazu (Madrid, 5 de abril de 2003) es una deportista española que compite en atletismo, especialista en las carreras de fondo y obstáculos. Ha sido medallista en los Campeonatos de Europa Sub-23 de 2023 y Campeonatos de Europa Sub-23 de 2025, en ambos casos en la prueba de 3000 m obstáculos.

## Competiciones internacionales
| Representando a España | Representando a España                      | Representando a España | Representando a España | Representando a España | Representando a España |
| Año                    | Competición                                 | Sede                   | Puesto                 | Prueba                 | Marca                  |
| ---------------------- | ------------------------------------------- | ---------------------- | ---------------------- | ---------------------- | ---------------------- |
| 2021                   | Campeonato Europeo Sub-20                   | Tallin                 | 8.º                    | 3000 m                 | 10:27.27               |
| 2021                   | Campeonato Mundial Sub-20                   | Nairobi                | 6.º                    | 3000 m                 | 10:49.14               |
| 2022                   | Campeonato Mundial Sub-20                   | Cali                   | 7.º                    | 3000 m                 | 10:08.85               |
| 2022                   | Campeonato Europeo de Campo a Través Sub-20 | Turín                  | 43.º                   | 3812 m                 | 14:14                  |
| 2023                   | Campeonato Europeo por Equipos              | Chorzów                | Medalla de bronce      | 3000 m obst.           | 9:41.86                |
| 2023                   | Campeonato Europeo Sub-23                   | Espoo                  | Medalla de bronce      | 3000 m obst.           | 9:41.47                |
| 2023                   | Campeonato del Mundo                        | Budapest               | 24.º (e.)              | 3000 m obst.           | 9:31.82                |
| 2025                   | Campeonato Europeo por Equipos              | Madrid                 | 4.º                    | 3000 m obst.           | 9:50.08                |
| 2025                   | Campeonato Europeo Sub-23                   | Bergen                 | Medalla de plata       | 3000 m obst.           | 9:30.74                |

1. ↑   por equipos

## Récords
En la actualidad, Marta Serrano posee los siguientes récords de España en distintas categorías.

### Récords de España

#### Récords sub-23
- 3000 m obstáculos (9:24.26)
- 2000 m obstáculos (6:30.83)
- 5 km en ruta (15:37)

#### Récord sub-20
- 3000 m obstáculos (9:48.64)
- 2000 m obstáculos (6:30.83)